# Synthetische Milch
Synthetische Milch bezeichnet ein Produkt, das Kuhmilch oder Muttermilch in Konsistenz, Geschmack und chemischen Eigenschaften möglichst weitgehend ähneln soll. Sie kann mit oder ohne den Einsatz von Tieren und von tierischen Produkten hergestellt werden. Synonyme sind Labormilch oder künstliche Milch. Ohne tierische Bestandteile wird sie auch als tierproduktfreie Milch bezeichnet (wobei letzterer Begriff auch pflanzliche Milch bezeichnen kann).

## Herstellungsprozess
Es handelt sich um einen alternativen Produktionsprozess, der Milch nicht nach den Methoden der traditionellen Landwirtschaft herzustellen beabsichtigt. Der Prozess der Milchherstellung ohne Kuhhaltung wird als „Fermentation-based cellular agriculture“ (Fermentationsbasierte zelluläre Landwirtschaft) oder auch – in Abgrenzung zum Methoden der Kulturfleisch-Herstellung, die Tieren entnommene Zellen vermehren – als „azelluläre Landwirtschaft“ bezeichnet. Es werden etwa Pilze, Hefen oder Algen in Bioreaktoren eingesetzt, die rekombinante Proteine erzeugen, die denen der Kuhmilch entsprechen. Ob das Produkt rechtlich als Gentechnik zu bezeichnen ist, ist noch nicht festgelegt; das Produkt selbst enthält keine lebenden gentechnisch veränderten Organismen.

## Marktreife
Die Marktreife wurde teils für 2021 angekündigt. Einzelne Produkte sind bereits an Endverbraucher veräußert worden. 2022 erhielt Remilk die Lizenz, ihre Milch in den USA an Verbraucher zu vertreiben. Nestlé hat versuchsweise bereits Produkte in den USA auf den Markt gebracht.